# スーパーレコグナイザー
「 スーパーレコグナイザー 」とは、2009年にハーバード大学およびユニヴァーシティ・カレッジ・ロンドンの研究者が人並み外れた顔認識能力を持つ人々のために造った用語。スーパーレコグナイザーは一度見た顔はほとんど憶えており、何千もの顔を記憶し思い出すことができる。

## 概要
スーパーレコグナイザーは相貌失認症の極端な反対と言える。 人口の1〜2％がスーパーレコグナイザーであり 、これまでに見たことのある顔の80％を思い出すことができると言われている。   ほとんどの人は、約20％の顔しか覚えていない。 スーパーレコグナイザーは、状況によっては、 顔認識システムよりも顔をよく一致させることができる。    この背後にある科学はよく理解されていませんが、脳の紡錘状回顔領域（fusiform face area; FFA）に関連している可能性がある。 

スーパーレコグナイザーは、対照群と比較してグラスゴー・フェイスマッチングテストにおいて高得点を獲得した 。

## 人種
グラスゴー大学が、顔認識テストを受ける人の人種と、使用される画像サンプルの人種が異なるテストを行った。
これまでのテストでは白人の画像サンプルが用いられ、テストされたスーパーレコグナイザーも白人ばかりだった。通常、他の人種の顔を認識することは、自分の人種の顔を認識することよりもかなり難しいことがよく知られているためである。
エジプト人の顔のサンプルを照合するように求められたとき、白人のスーパーレコグナイザーの集団は、スーパーレコグナイザーではない標準的な顔認識能力を持つ白人の対照群よりも優れていた。スーパーレコグナイザーは対照群よりも優れていたにもかかわらず、エジプト人の顔の照合は白人の顔の照合ほど優れていなかった。ボーンマス大学の最近の研究によれば白人のスーパーレコグナイザーは白人の対称群の集団よりも成績が優れていたが、エジプト人のオブザーバーの成績よりは低かった。
そのため、他の人種の顔を照合する場合、白人のスーパーレコグナイザーは白人の対称群の集団よりも優れているが、他の人種のオブザーバーは白人のスーパーレコグナイザーよりも優れていることになる。つまりスーパーレコグナイザーを必要としている機関は、特定の人種の顔を照合する必要がある場合は、より精度を高めるため同一の人種のオブザーバーの協力を求める必要がある 。

## 実践
ホテルのフロント係やドア係にとっては有利に働く能力である。
イギリスの警察組織の間で認められ採用されている 。
2015年5月、  ロンドン警視庁は正確な顔認識のため、このスーパーレコグナイザーで構成されたチームを結成し、監視カメラで顔をとらえた個人を特定する業務を与えている。 2018年8月、メトロポリタン警察は、セルゲイ・スクリパルおよびユリア・スクリパル毒殺未遂事件の容疑者をソールズベリーと全国各地の多数の空港から最大5000時間の監視カメラ映像の中から特定するために2人のスーパーレコグナイザーを起用したと報じられた。  

日本でも類似の捜査手法である「見当たり捜査」が数十年前から導入されている。1人あたり400～500人ほどの指名手配犯の顔を覚えた捜査員が街頭で通行人の顔に目を走らせる手法である。多い人では数千人の顔を記憶しているのだという。1978年に大阪府警で導入され、2016年時点で摘発者は4000人を越えている。警視庁が2001年に導入したことがきっかけで、兵庫、京都、福岡、北海道など、都市部を中心に13都道府県警がこの捜査手法を取り入れている。大阪府警では全国の捜査員の研修を行なっており、これまでに100人以上が受講している。